# Château de l'Herm
Le château de l'Herm se situe sur la commune française de Rouffignac-Saint-Cernin-de-Reilhac, dans le département de la Dordogne.
Bâti au XVIe siècle, l'édifice a fait l'objet d'une inscription dès 1927 avant d'être classé au titre des monuments historiques en 2022.

## Historique

### Origine de la seigneurie de Lherm
Le site a été orthographié de plusieurs manières : L'Herm, Lherm, Lerm. La consonne finale ne se prononçant pas, il a aussi été écrit Ler ou Lair.
Pour le baron de Verneilh, l'origine de la seigneurie est ancienne. La présence de fossés profonds l'ont amené à affirmer qu'un château a dû exister sur le site dès le XIe siècle. Cependant les recherches faites par Géraud Lavergne ne lui ont pas permis de trouver de documents antérieurs à la fin du XIVe siècle. En 1384 ou 1394, Jean de Chaumont, héritier de son frère, Ébrard de Cornazac, rend hommage au comte de Périgord pour sa terre de Lerm. Le 26 août 1400, c'est Élie de La Roque (ou de La Roche) qui rend hommage au comte de Périgord pour cette seigneurie. Ensuite la seigneurie est passée aux Cotet et aux Foucauld de Lardimalie. En 1461, la seigneurie est divisée et Jean II de Foucauld, seigneur de Lardimalie, Solignac, Larcherie,…, est coseigneur de Lerm. Il la transmet à son fils Bernard.
Le 2 juillet 1500, le parlement de Bordeaux rend un arrêt dans un procès entamé par Alain d'Albret, comte de Périgord, contre Charles de Caumont, seigneur de Berbiguières, et François de La Cropte, seigneur de Lanquais. Ces derniers avaient acquis d'Antoine de La Cropte et de son fils, François Arnal, trois parts sur quatre de la terre, seigneurie et juridiction. L'arrêt les condamne à rendre à Alain d'Albret les parts qu'ils avaient acquises de la seigneurie de Lerm moyennant le paiement de 1 300 livres. Cependant, dès le 7 janvier 1500, Jean de Calvimont, écuyer, conseiller du roi, en sa Cour de parlement de Bordeaux, seigneur de Reignac et de Tursac, avait rendu hommage pour Lerm à Alain d'Albret. Jean de Calvimont avait dû acheter la seigneurie de Tursac après 1484, à Charles et François de Caumont, héritiers de leur mère, Marguerite de Blois-Châtillon-Bretagne (1420-1484) qui l'avait amenée en dot avec la seigneurie de Rouffignac à son mariage avec Brandélis de Caumont (1419-1464). Il est probable que Charles de Caumont ait voulu agrandir sa seigneurie de Rouffignac en acquérant celle de Lerm. On ne sait pas comment Antoine de La Cropte et les Calvimont ont acquis des portions de la seigneurie de Lerm.
Les Calvimont étaient de modeste extraction et ont acquis la noblesse par faits d'armes et l'aisance par le négoce. L'achat d'offices ont permis de faire oublier leurs origines. Jean I de Calvimont, seigneur de Plazac et de Labenche, a été marié Catherine Prouilhac, mort avant 1490. Le premier Calvimont seigneur de Lerm a été son fils, Jean II de Calvimont, qui a rendu hommage au roi de Navarre. Il est qualifié d’« écuyer » à la montre de 1512. Il s'était marié à Catherine Dupuy d'une riche famille de la bourgeoisie consulaire de Périgueux. Une de leur fille a été mariée à Antoine de La Boétie, mère d'Étienne de La Boétie. Il a fait un premier testament le 30 mars 1511 et un codicille le 18 avril 1513. Il est mort après 1518.

### Construction du château de L'Herm
Le château est construit entre 1500 et 1520 au cœur de la forêt Barade, par Jean II de Calvimont, conseiller au parlement de Bordeaux, et son fils Jean III de Calvimont (vers 1490-1557), second président au même parlement. 
il se compose d'un corps de logis élevé sur un plan rectangulaire, auquel sont accolées trois tours.
Jean III est ambassadeur  de François Ier à Madrid en 1526 pour négocier la rançon des Enfants de France. Il s'est marié en 1522 à Marguerite de Talleyrand), fille de Jean, prince de Chalais, sans descendance, puis, le 20 avril 1555 à Marguerite de Farges, héritière de la seigneurie de La Chapelle-Faucher. De ce dernier mariage sont nés une fille et un fils après le décès de son père, Jean IV de Calvimont, en 1557, mort avant 1586.

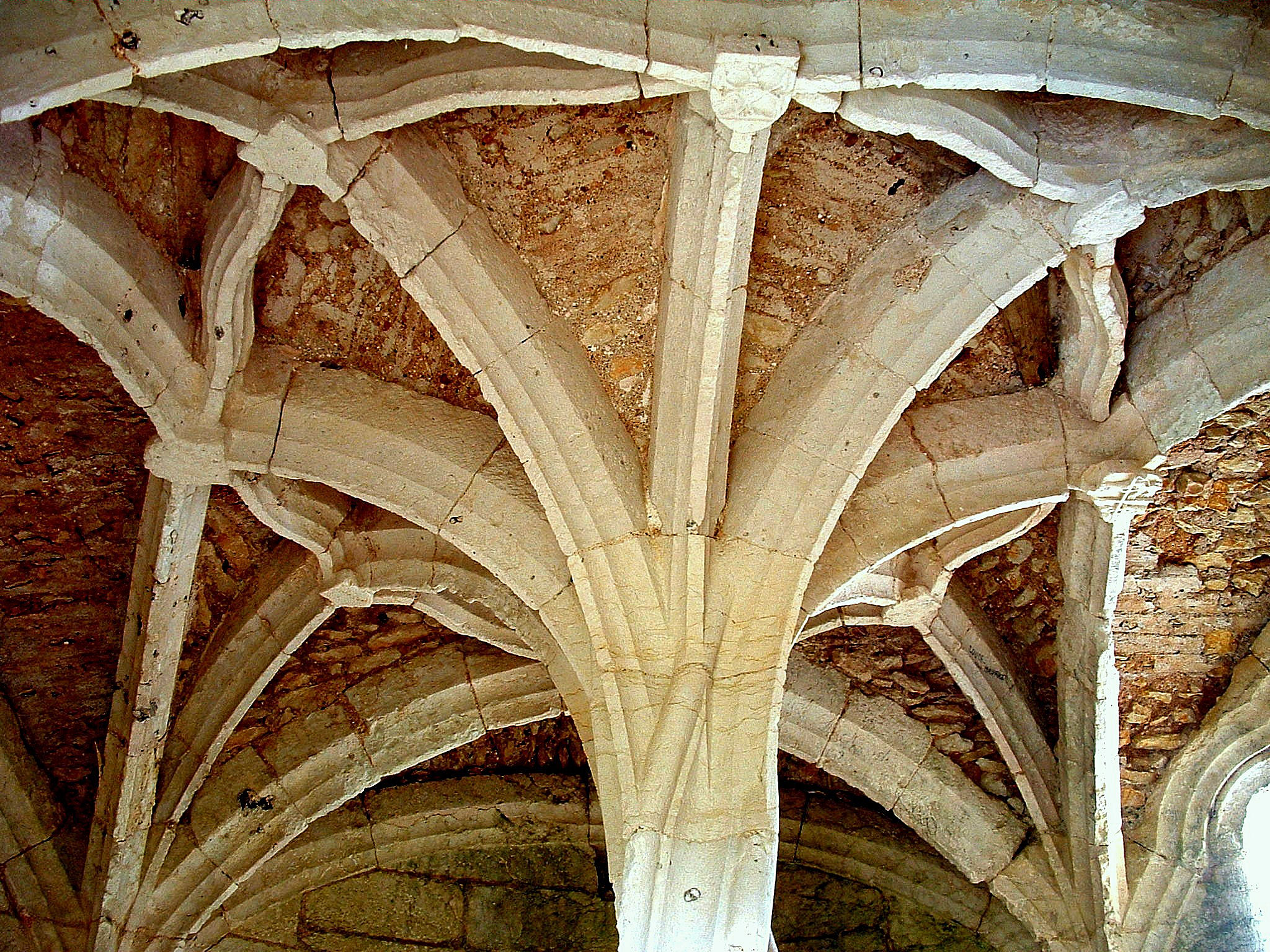
Voûte de l'escalier.

Jean IV de Calvimont, seigneur de l'Herm, de Tursac, de Saint-Paul et de La Double, a épousé le 22 septembre 1582 Anne d'Abzac de la Douze, fille de Gabriel d'Abzac, seigneur de La Douze, de Reilhac et de Vergt. Il a eu de cette union Marguerite de Calvimont mais aucun héritier mâle. Jean de Calvimont avait inséré dans son testament une clause de substitution en faveur de son cousin de la branche des Calvimont-Saint-Martial.

### Meurtres autour de la seigneurie de L'Herm
Anne d'Abzac s'est remariée en 1588 avec Foucaud d'Aubusson, seigneur de Beauregard, mort en 1600. Ce dernier avait eu de son premier mariage avec Françoise de Pompadour, en 1561, François II d'Aubusson.
Anne de la Douze oblige sa fille, Marguerite de Calvimont, dame de l'Herm, à épouser François II d'Aubusson, sieur de Beauregard. Mais ce dernier s'éprend de Marie de Hautefort et a le projet de se débarrasser de sa femme et d'accaparer son héritage. Après avoir renvoyé tous les serviteurs du château, il fait signer à Marguerite de Calvimont un document pour la dépouiller de ses biens et la fait étrangler en février 1605. Sa belle-mère, Anne de la Douze, dame de Beauregard l'accuse de ce meurtre. François d'Aubusson se remarie ensuite avec Marie de Hautefort, le 28 septembre 1606, dont il a eu deux enfants, Charles et Françoise. En 1608, Anne de la Douze retire sa plainte contre une partie de l'héritage de sa fille mais les Calvimont de Saint-Martial crient au scandale et l'oblige à revenir contre son gendre. François d'Aubusson se livre alors à la justice, il est incarcéré et meurt en 1618. Marie de Hautefort fait assassiner les deux frères de Calvimont de Saint-Martial et obtient la propriété du château. Son fils Charles est assassiné en 1636. Pour se protéger, Marie de Hautefort se remarie avec Henri Bertrand Raphaël de Beaudet, seigneur du Peuch, dont c'est le troisième mariage, un complice, et promet sa fille au fils de celui-ci, Louis de Beaudet. Mais cette dernière a déjà été promise à Godefroy de La Roche-Aymon.
Françoise d'Aubusson se marie avec Godefroy de La Roche-Aymon dont elle a une fille, Jeanne-Armande de La Roche Aymon, et meurt en 1641. Godefroy de La Roche-Aymon se remarie en 1642 avec Henriette-Madeleine des Grillets de Brissac, veuve de Jean de Rilhac. Jeanne-Armande de la Roche-Aymon est mariée en 1660 avec François de Reilhac, comte de Boussac, fils d'Henriette-Madeleine des Grillets. Godefroy de La Roche-Aymon a tué en duel, en 1637, Jean VI de Calvimont de Saint-Martial. Henri-Bertrand de Beaudet, accompagné par son fils Louis, est tué dans le bois du Bastit le 19 novembre 1644 dans un traquenard monté par le demi-frère illégitime de sa femme, Charles de Hautefort, et Godefroy de la Roche-Aymon. Ce dernier est aussi tué. Louis de Beaudet est tué le 1er août 1649 par Pierre Babut, premier consul de La Linde. Marie de Hautefort meurt au château de l'Herm en 1652 en laissant tous ses biens à sa petite-fille, Jeanne-Armande de la Roche-Aymon. Cet héritage a amené de nombreux procès,,.
Le château et la seigneurie de l'Herm sont saisis par le roi le 8 juillet 1655. Pierre Jounier, sieur de Laspens, est nommé commandant et somme les métayers de fournir la substance aux gardes.
Le château de l'Herm est abandonné par les seigneurs de L'Herm à la suite de ces assassinats. Il est resté la propriété de la famille de Calvimont entre 1500 et 1605.

### Achat de la seigneurie de L'Herm par Marie de Hautefort, duchesse de Schomberg
Le château est racheté vers 1680 par Marie de Hautefort (1616-1691), fille de Charles, marquis de Hautefort, sœur de François Jacques (1609-1680) et de Gilles de Hautefort (1612-1693), surnommée « l'Aurore » par Louis XIII. Elle prend possession de la seigneurie et du château par l'intermédiaire de son procureur, le 5 et 6 octobre 1681. Un inventaire et dénombrement est fait en 1681, un état des meubles et 1685 et un état des réparations en 1686. La duchesse de Schomberg assure l'entretien du château. Les comptes de 1686 mentionnent les coûts des travaux d'entretien de la couverture. Le domaine est alors loué à un fermier, François Migot.
La duchesse de Schomberg fait deux testaments, le 1er et le 24 juillet 1691, instituant pour héritiers les enfants de son frère Gille de Hautefort.

### La seigneurie de l'Herm relevant du marquisat de Hautefort (1691-1805)
Les marquis de Hautefort qui se sont succédé, François-Marie de Hautefort, de 1691 à 1727, puis Emmanuel-Dieudonné de Hautefort, de 1727 à 1777, n'habitent pas le château mais vont en assurer l'entretien. Son fils Armand Charles Emmanuel de Hautefort, de 1778 à 1805, cesse d'en assurer l'entretien et finit par vendre ou hypothéquer une partie de ses biens, dont la seigneurie de l'Herm. Criblé de dettes, il signe une reconnaissance en faveur de Joseph Annet Bonnafont sur la moitié du domaine le 23 août 1799. En mai 1805, il vend l'autre moitié du domaine à Jean-Baptiste Bernard Pain comprenant le château. Son fils, Armand Joseph Camille de Hautefort, mineur au moment de la vente va entamer des procès pour récupérer ses biens mais il a été définitivement débouté en 1830. A cette époque, le château est démonté méthodiquement pour récupérer les matériaux : il perd ses planchers, ses charpentes, ses toits, mais conserve ses murs et son décor sculpté .

### Après 1862
Le château est abandonné en 1862.
Dans les années 1890, Eugène Le Roy y place le décor de son roman Jacquou le Croquant, publié pour la première fois en 1899, adapté pour la télévision en 1969 et au cinéma (film sorti le 17 janvier 2007, produit et réalisé par Laurent Boutonnat). Contrairement au scénario du roman, le château de L'Herm n'a toutefois jamais été incendié.
Après un long abandon, le site, à l'état de ruine, est acheté en 1988 par Dominique et Marie Palué, horticulteurs dans la Drôme, qui le dégagent de la végétation, procèdent à des fouilles pendant une trentaine d'années, et l'ouvrent à la visite. Il a revécu grâce à des travaux de protection, des recherches historiques, des pièces de théâtre et des concerts estivaux. Les fouilles archéologiques de ces dernières années ont révélé l'enceinte circulaire de bâtiments plus anciens, dont les actuels fossés en eau sont un vestige. Mis en vente depuis 2012, il est acheté en 2020 par Nicolas de Laage de Meux  qui a entrepris sa restauration avec l'aide de l'architecte en chef des Monuments Historiques Olivier Salmon . Des travaux de restauration ont commencé en novembre 2020 et devraient prendre six à sept ans. Chacun des trois étages du logis possède une cheminée décorée dans le style gothique flamboyant. Le site n'est plus accessible pendant les travaux à l’exception de deux ouvertures exceptionnelles à la visite lors des Journées du Patrimoine et lors de l’événement « Châteaux en Fête ». Il devrait être rouvert régulièrement à la visite en 2028.
En 2024, le corps de logis a retrouvé ses planchers, ses menuiseries, ses parties hautes : chemin de ronde, charpente, toiture, lucarnes, conduits de cheminées. La restauration des trois tours est maintenant lancée. Le site a été choisi par la Mission patrimoine de Stéphane Bern pour représenter en 2024 la Nouvelle-Aquitaine au loto du patrimoine.

## Protection
D'abord inscrit partiellement au titre des monuments historiques le 10 août 1927, il fait l'objet d'une seconde inscription plus étendue le 9 août 2021, puis son classement le 17 mars 2022, couvrant l'intégralité du château, « y compris les vestiges de sa chapelle et de son four, les anciennes douves du château, le chemin d'accès ainsi que le pont d'accès au château, avec le sol des parcelles d'implantation ».

## Galerie

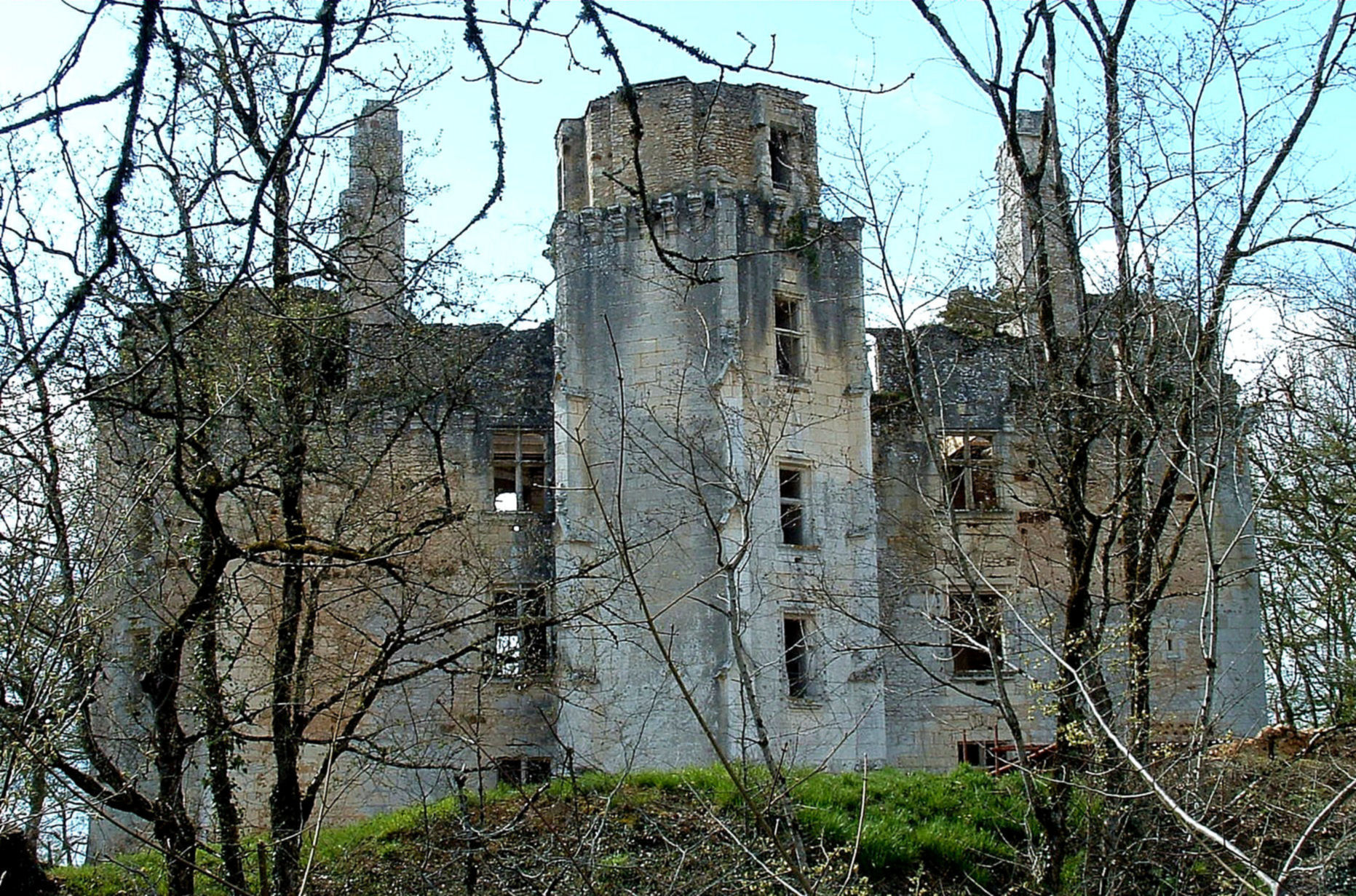
Vue de la façade à l'est en 2005.
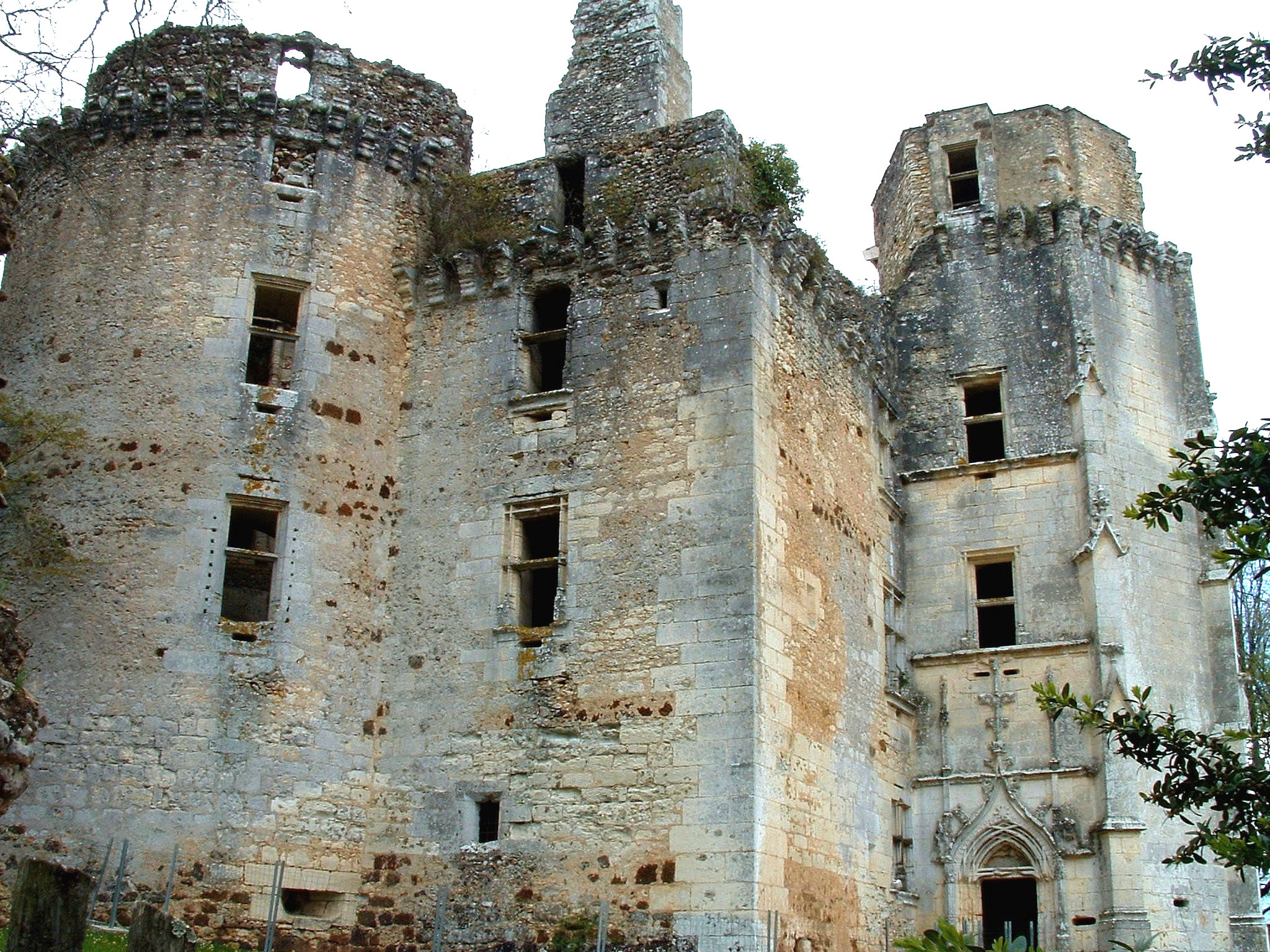
Le château en 2005.
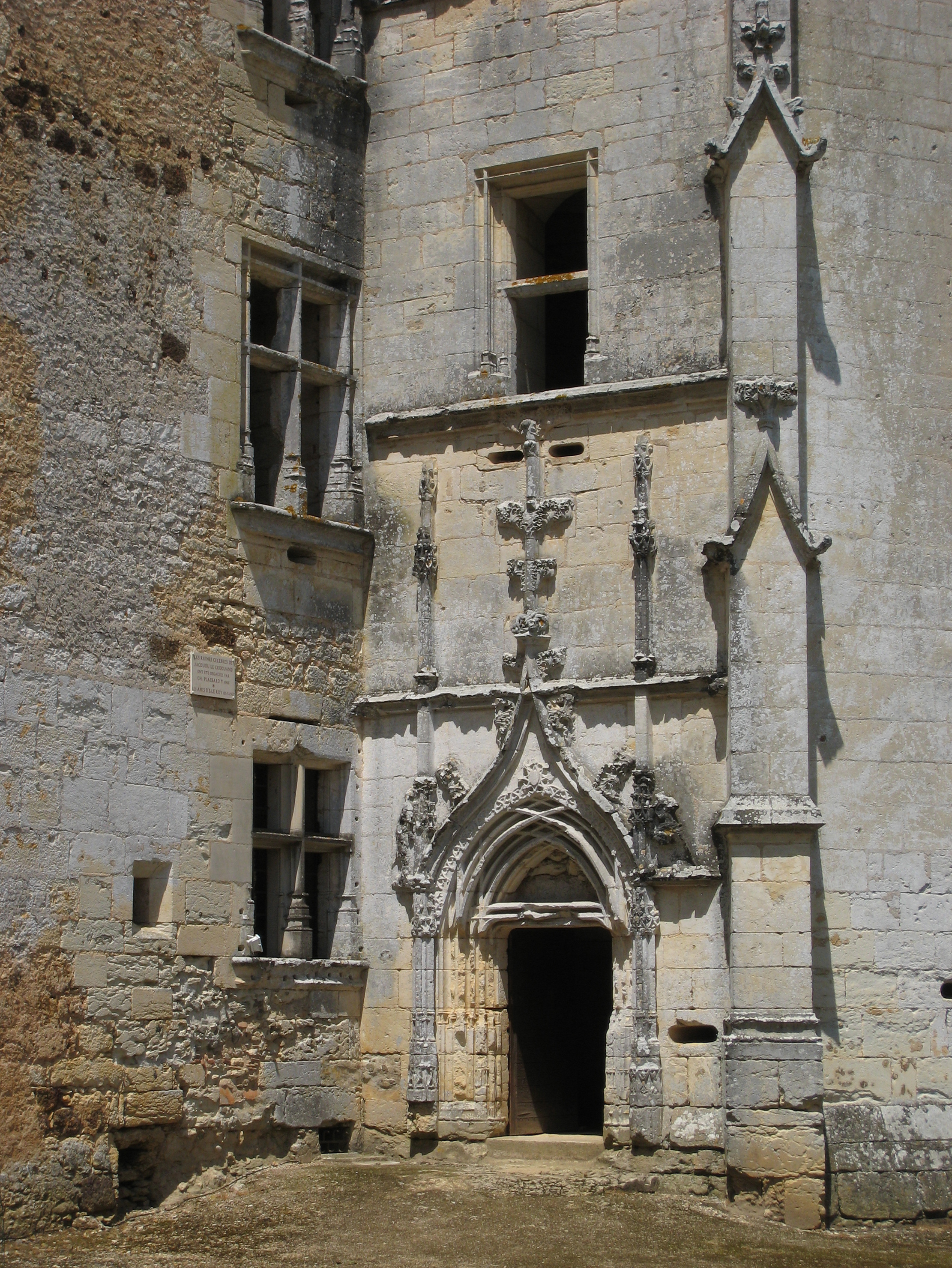
Porte d'entrée Renaissance en 2008.
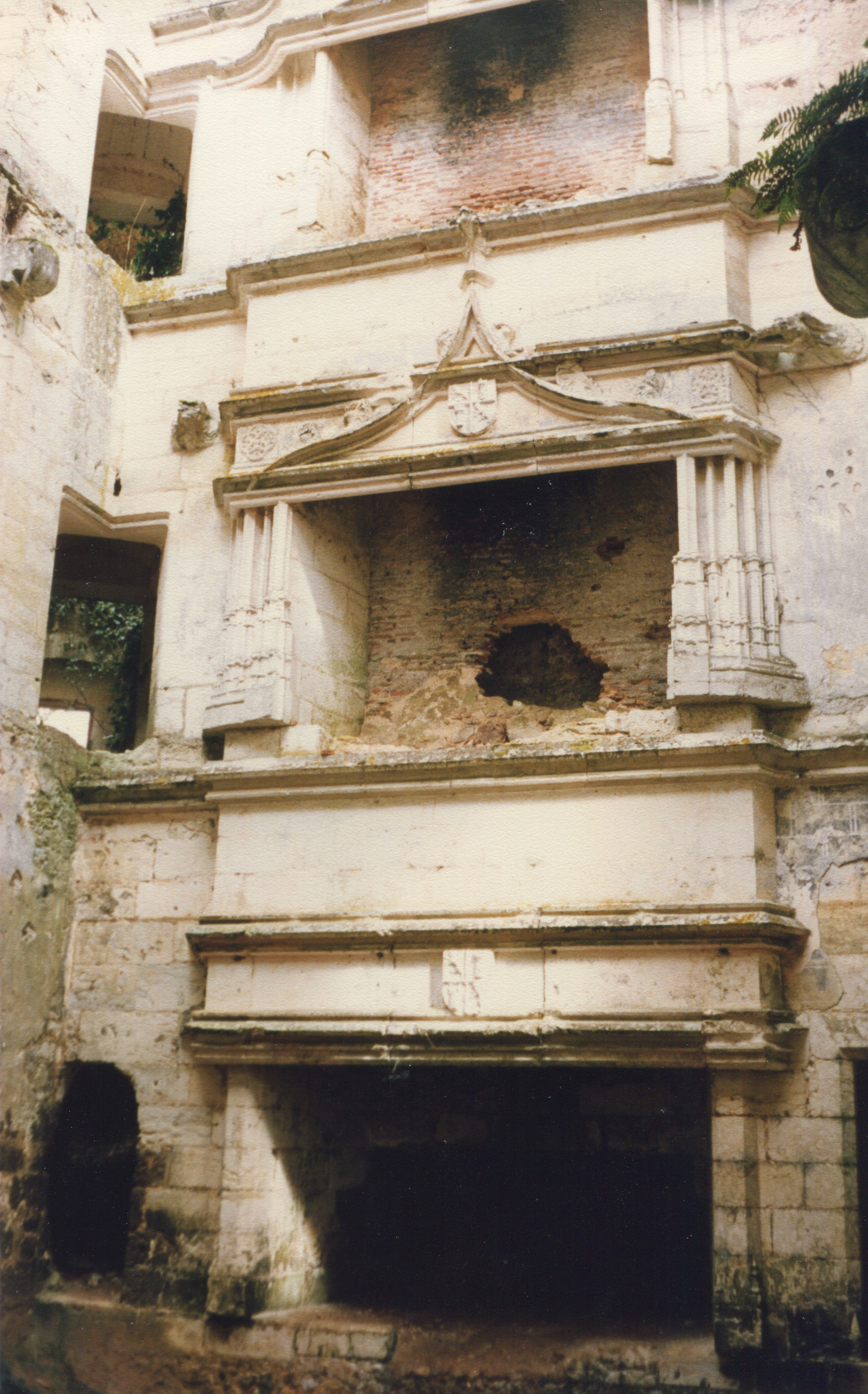
Étagement des cheminées. État de 1985.
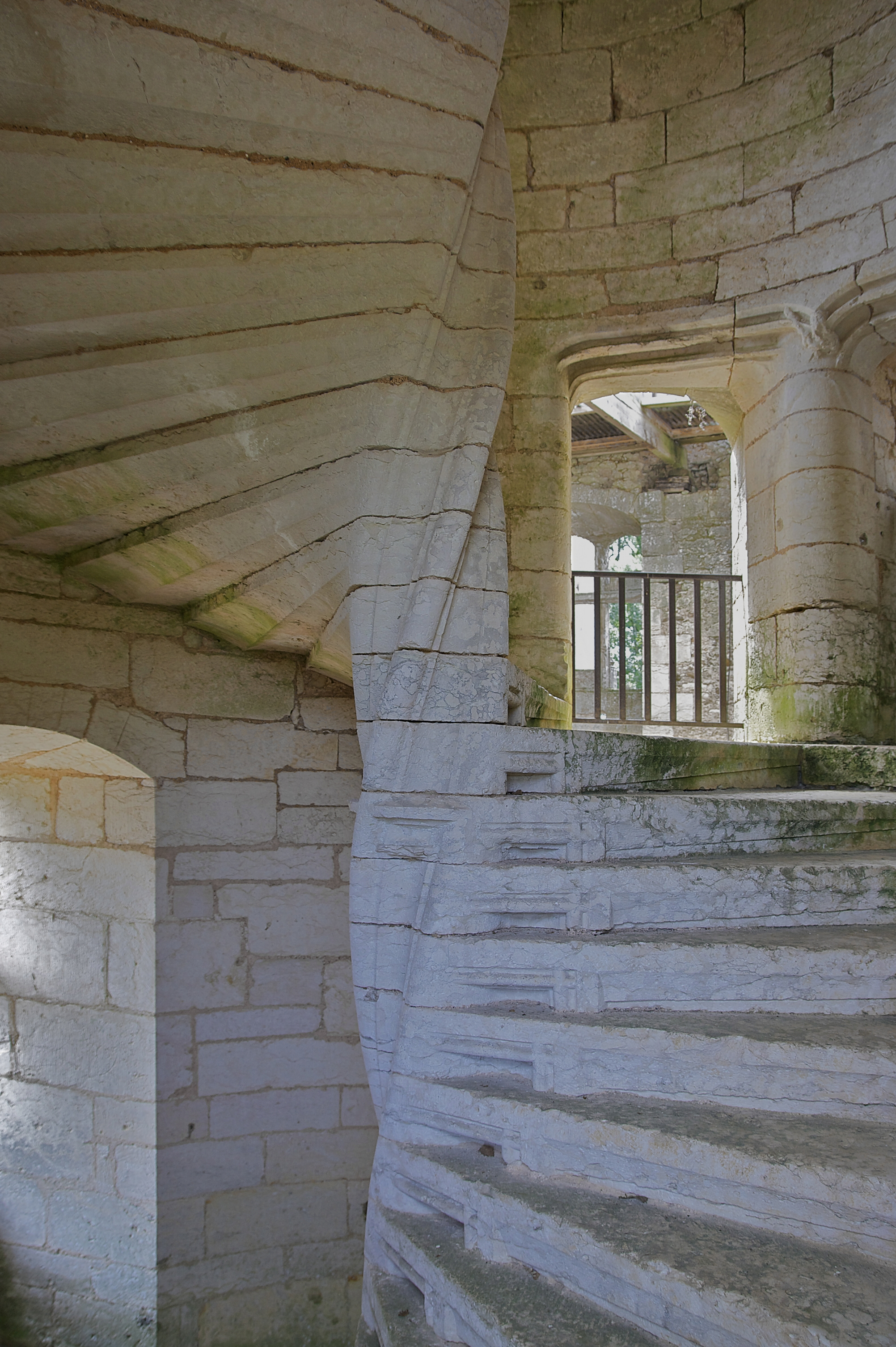
L'escalier en 2011.